# Hrabstwo Marion (Teksas)

Piramida wieku hrabstwa

Hrabstwo Marion – hrabstwo położone w USA w stanie Teksas. Utworzone w 1860 r. Siedzibą hrabstwa jest miasto Jefferson.

## Miasta
- Jefferson

## CDP
- Pine Harbor